# شاهزاده کاسپین و سفر کشتی سپیده‌پیما (مجموعه‌تلویزیونی ۱۹۸۹)
شاهزاده کاسپین و سفر سفر کشتی سپیده‌پیما (به انگلیسی: Prince Caspian and The Voyage of the Dawn Treader) مجموعه تلویزیونی محصول سال ۱۹۸۹ و به کارگردانی الکس کیربی است. در این مجموعه تلویزیونی بازیگرانی همچون ریچارد دمپسی، سوفی کوک، جاناتان اسکات، سوفی ویلکاکس، دیوید توایتس، واریک دیویس، ساموئل وست، جان هلم، پرستون لاک‌وود، کریستوفر گودوین، گابریل انور و جفری بیلدون ایفای نقش کرده‌اند. این مجموعه بر اساس شاهزاده کاسپین و سفر کشتی سپیده‌پیما نوشته سی. اس. لوئیس و بخشی از مجموعه سرگذشت نارنیا است.